# Lah (Yaba)
Pour les articles homonymes, voir Lah.
Lah est une commune située dans le département de Yaba de la province du Nayala au Burkina Faso.